# Chlamydera lauterbachi
L'uccello giardiniere pettogiallo o clamidera pettogiallo, anche noto come uccello giardiniere di Lauterbach (Chlamydera lauterbachi Reichenow, 1897) è un uccello passeriforme della famiglia Ptilonorhynchidae.

## Etimologia
Il nome scientifico della specie, lauterbachi, rappresenta un omaggio all'esploratore tedesco Carl Adolf Georg Lauterbach.

## Descrizione

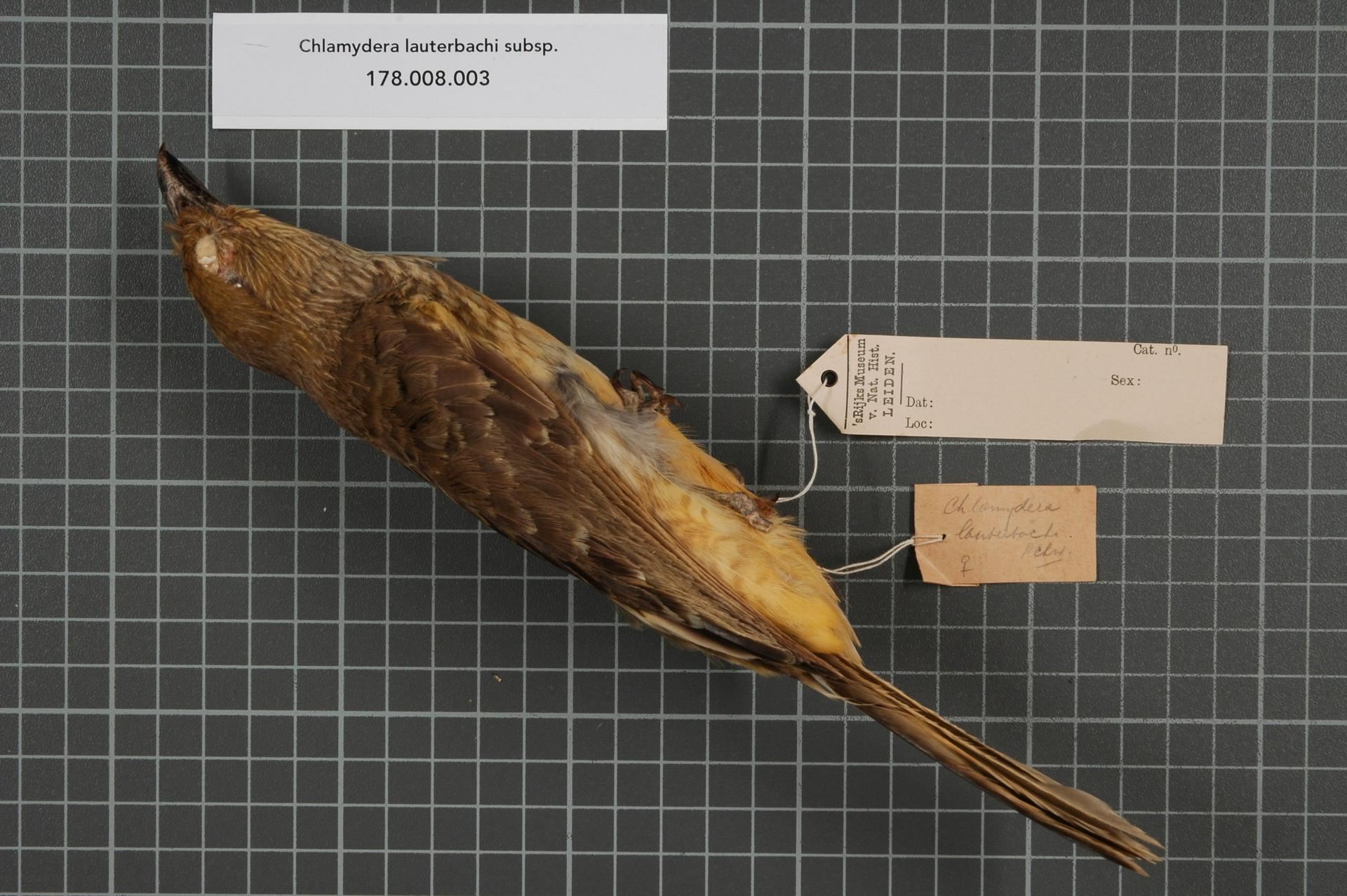
Veduta laterale di femmina impagliata.

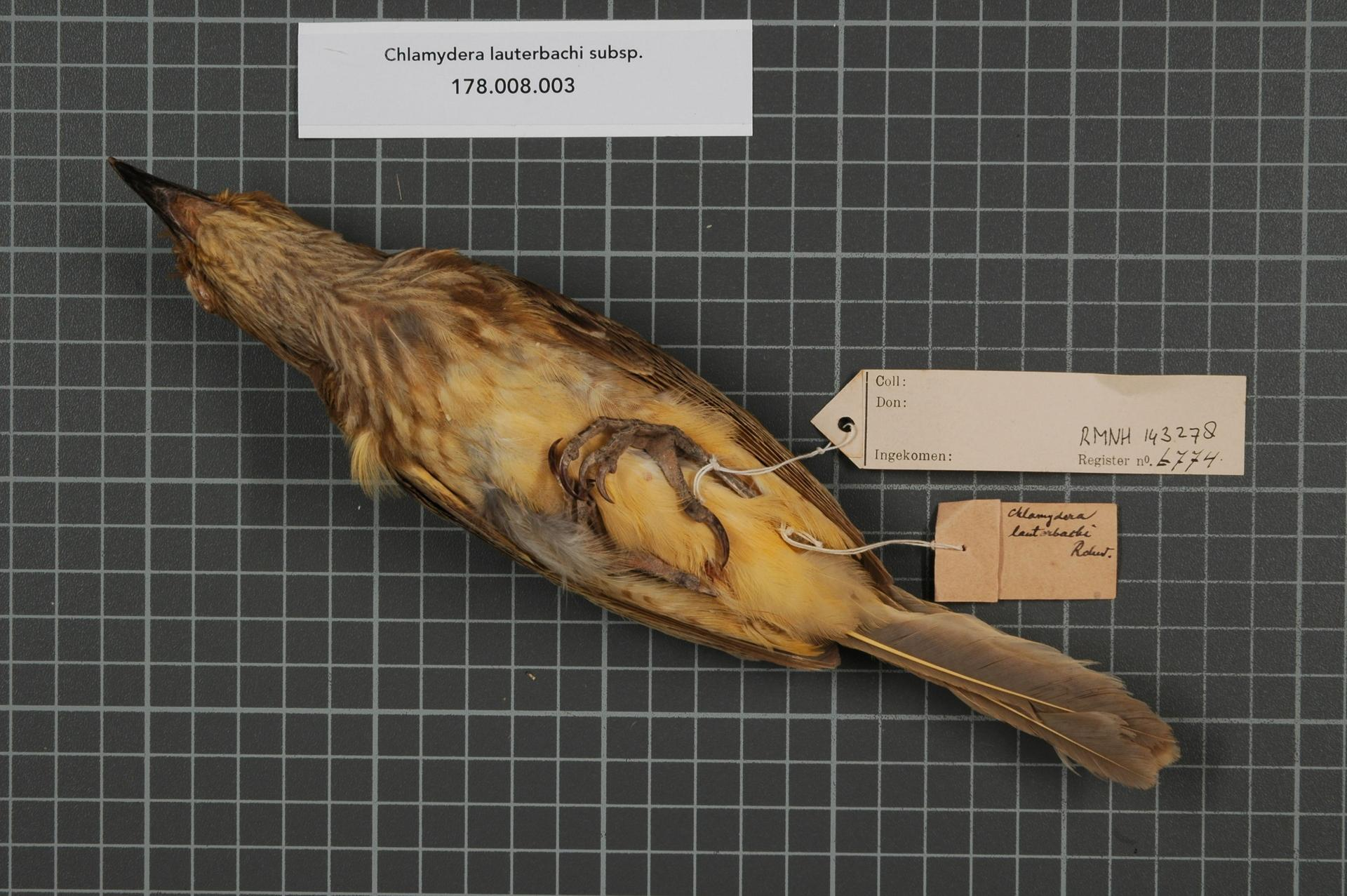
Veduta ventrale di femmina impagliata.

### Dimensioni
Misura 27 cm di lunghezza, per 112-135 g di peso: a parità d'età, i maschi sono più grossi e pesanti rispetto alle femmine.

### Aspetto
Si tratta di uccelli dall'aspetto massiccio ma slanciato con piccola testa arrotondata, collo allungato e robusto, becco robusto e conico dalla punta ricurva verso il basso, ali digitate, zampe forti e allungate e coda piuttosto lunga, sottile e dall'estremità squadrata. 
Il piumaggio si presenta di colore bruno su testa (con tendenza a schiarirsi nell'area fra occhi e becco), collo, dorso, ali e coda, mentre il petto (come del resto intuibile dal nome comune), i fianchi, il ventre ed il sottocoda (ma non la superficie inferiore della coda, che è di colore grigio-brunastro) sono di colore giallo limone: le penne della gola sono brune con orlo giallo, e dello stesso colore sono anche le copritrici.
Il dimorfismo sessuale non è estremo, pur essendo ben evidente: i maschi, infatti, presentano area bruna più scura rispetto alle femmine (specialmente nell'area di testa e collo), che di concerto presentano l'area gialla ventrale di colore meno brillante e tendente al beige-giallino.
Il becco e le zampe sono di colore nerastro: gli occhi sono invece di colore bruno scuro.

## Biologia
Si tratta di uccelli diurni e solitari, schivi e difficili da avvistare: le femmine possono muoversi in gruppetti coi giovani, mentre i maschi adulti sono territoriali.
Il richiamo di questi animali, emesso in special modo dai maschi in amore, consiste in un'alternanza fra suoni pigolanti ed aspri gracchi acuti.

### Alimentazione
L'uccello giardiniere pettogiallo è onnivoro, cibandosi in massima parte di frutta, ma anche di insetti.

### Riproduzione
Questi animali si riproducono durante tutto l'anno, meno che in maggio: i maschi cercano di accoppiarsi col maggior numero possibile di femmine, salvo poi disinteressarsi delle altre fasi dell'evento riproduttivo.
Per attirare le femmine, il maschio costruisce al suolo voluminosi ed elaborati "vialetti" di rametti piantati verticalmente nel terreno, foderando inoltre il suolo di suddetti viali con altri rametti giustapposti: una volta ulimata la costruzione, esso si piazza nei dintorni e vocalizza rumorosamente per attrarre le femmine, che vengono accolte, qualora si avvicinino, con movimenti sincopati di ali, testa e coda, col maschio che le segue insistentemente durante la loro visita alla struttura danzando e tenendo nel becco oggetti colorati, che ha cura di raccogliere e posizionare a decorazione nei pressi della struttura nuziale.
Dopo l'accoppiamento, la femmina abbandona il maschio e si dedica da sola alla costruzione del nido (una struttura a coppa di rametti intrecciati posizionata fra i rami di un albero), alla cova delle 1-3 uova screziate ed alle cure parentali nei confronti dei nidiacei, che rimangono con lei per circa tre mesi dopo la schiusa prima di potersi dire completamente indipendenti.

## Distribuzione e habitat
L'uccello giardiniere pettogiallo è endemico della Nuova Guinea, della quale popola con areale disgiunto l'area compresa fra le sponde sud-orientali della baia di Cenderawasih e i Monti Maoke, ad est fino agli altopiani orientali, e le pendici settentrionali dei monti Bismarck, ad est fino all'alto corso del Ramu ed ai monti Finisterre.
La specie è residente nell'ambito del proprio areale di diffusione.
L'habitat di questi uccelli è rappresentato dalla foresta pluviale tropicale submontana e montana, con predilezione per la foresta secondaria ben matura.

## Tassonomia
Se ne riconoscono due sottospecie:
- Chlamydera lauterbachi lauterbachi Reichenow, 1897 - la sottospecie nominale, diffusa nell'estremità nord-orientale dell'areale occupato dalla specie;
- Chlamydera lauterbachi uniformis Rothschild, 1931 - diffusa nella maggior parte dell'areale occupato dalla specie;

L'elevata divergenza delle due sottospecie (che potrebbero anche vivere in simpatria) fra loro lascerebbe pensare che potrebbe trattarsi di due specie distinte.